# Comuna Serhiivka, Bereznehuvate
Serhiivka (în ucraineană Сергіївка) este o comună în raionul Bereznehuvate, regiunea Mîkolaiiv, Ucraina, formată din satele Serhiivka (reședința) și Zelenîi Hai.

## Demografie
Componența lingvistică a comunei Serhiivka
     Ucraineană (95,32%)
     Rusă (3,4%)
     Alte limbi (0,71%)
Conform recensământului din 2001, majoritatea populației comunei Serhiivka era vorbitoare de ucraineană (95,32%), existând în minoritate și vorbitori de rusă (3,4%).